# Gran Premio motociclistico di Andalusia 2020
Il Gran Premio motociclistico di Andalusia 2020 è stato la terza prova su quindici del motomondiale 2020 ed è stato disputato il 26 luglio sul circuito di Jerez. Le vittorie nelle quattro classi sono andate rispettivamente a: Fabio Quartararo in MotoGP, Enea Bastianini in Moto2, Tatsuki Suzuki in Moto3 e Dominique Aegerter in MotoE.
Si è trattato della prima volta che è stato disputato un Gran Premio con questo nome, la prova è stata inserita nella stagione pesantemente modificata a causa della Pandemia di COVID-19 del 2019-2021, ed è stata corsa a una settimana di distanza dal precedente Gran Premio motociclistico di Spagna 2020, sempre sullo stesso circuito.

## MotoGP

### Arrivati al traguardo
| Pos. | Nº | Pilota           | Squadra                     | Motocicletta       | Giri | Tempo     | Griglia | Punti |
| ---- | -- | ---------------- | --------------------------- | ------------------ | ---- | --------- | ------- | ----- |
| 1º   | 20 | Fabio Quartararo | Petronas Yamaha SRT         | Yamaha YZR-M1      | 25   | 41'22.666 | 1º      | 25    |
| 2º   | 12 | Maverick Viñales | Monster Energy Yamaha       | Yamaha YZR-M1      | 25   | +4,495    | 2º      | 20    |
| 3º   | 46 | Valentino Rossi  | Monster Energy Yamaha       | Yamaha YZR-M1      | 25   | +5,546    | 4º      | 16    |
| 4º   | 30 | Takaaki Nakagami | LCR Honda Idemitsu          | Honda RC213V       | 25   | +6,113    | 8º      | 13    |
| 5º   | 36 | Joan Mir         | Suzuki Ecstar               | Suzuki GSX-RR      | 25   | +7,693    | 10º     | 11    |
| 6º   | 4  | Andrea Dovizioso | Ducati Team                 | Ducati Desmosedici | 25   | +12,554   | 14º     | 10    |
| 7º   | 44 | Pol Espargaró    | Red Bull KTM Factory Racing | KTM RC16           | 25   | +17,488   | 12º     | 9     |
| 8º   | 73 | Álex Márquez     | Repsol Honda                | Honda RC213V       | 25   | +19,357   | 21º     | 8     |
| 9º   | 5  | Johann Zarco     | Hublot Reale Avintia Racing | Ducati Desmosedici | 25   | +23,523   | 15º     | 7     |
| 10º  | 42 | Álex Rins        | Suzuki Ecstar               | Suzuki GSX-RR      | 25   | +27,091   | 20º     | 6     |
| 11º  | 53 | Esteve Rabat     | Hublot Reale Avintia Racing | Ducati Desmosedici | 25   | +33,628   | 18º     | 5     |
| 12º  | 38 | Bradley Smith    | Aprilia Racing Team Gresini | Aprilia RS-GP      | 25   | +36,306   | 19º     | 4     |
| 13º  | 35 | Cal Crutchlow    | LCR Honda Castrol           | Honda RC213V       | 24   | + 1 giro  | 13º     | 3     |

### Ritirati
| Nº | Pilota            | Squadra                     | Motocicletta       | Giri | Griglia |
| -- | ----------------- | --------------------------- | ------------------ | ---- | ------- |
| 63 | Francesco Bagnaia | Pramac Racing               | Ducati Desmosedici | 19   | 3º      |
| 21 | Franco Morbidelli | Petronas Yamaha SRT         | Yamaha YZR-M1      | 16   | 6º      |
| 33 | Brad Binder       | Red Bull KTM Factory Racing | KTM RC16           | 12   | 9º      |
| 9  | Danilo Petrucci   | Ducati Team                 | Ducati Desmosedici | 11   | 11º     |
| 43 | Jack Miller       | Pramac Racing               | Ducati Desmosedici | 10   | 7º      |
| 41 | Aleix Espargaró   | Aprilia Racing Team Gresini | Aprilia RS-GP      | 8    | 16º     |
| 27 | Iker Lecuona      | Red Bull KTM Tech 3         | KTM RC16           | 5    | 17º     |
| 88 | Miguel Oliveira   | Red Bull KTM Tech 3         | KTM RC16           | 0    | 5º      |

## Moto2

### Arrivati al traguardo
| Pos. | Nº | Pilota                | Squadra                  | Motocicletta | Giri | Tempo     | Griglia | Punti |
| ---- | -- | --------------------- | ------------------------ | ------------ | ---- | --------- | ------- | ----- |
| 1º   | 33 | Enea Bastianini       | Italtrans Racing         | Kalex        | 23   | 39'23.922 | 3º      | 25    |
| 2º   | 10 | Luca Marini           | SKY Racing Team VR46     | Kalex        | 23   | +2,153    | 5º      | 20    |
| 3º   | 72 | Marco Bezzecchi       | SKY Racing Team VR46     | Kalex        | 23   | +3,243    | 1º      | 16    |
| 4º   | 22 | Sam Lowes             | EG 0,0 Marc VDS          | Kalex        | 23   | +3,817    | 2º      | 13    |
| 5º   | 44 | Arón Canet            | Openbank Aspar           | Speed Up     | 23   | +9,155    | 7º      | 11    |
| 6º   | 88 | Jorge Martín          | Red Bull KTM Ajo         | Kalex        | 23   | +11,988   | 6º      | 10    |
| 7º   | 12 | Thomas Lüthi          | Liqui Moly Intact GP     | Kalex        | 23   | +13,857   | 9º      | 9     |
| 8º   | 97 | Xavi Vierge           | Petronas Sprinta Racing  | Kalex        | 23   | +19,590   | 12º     | 8     |
| 9º   | 62 | Stefano Manzi         | MV Agusta Forward Racing | MV Agusta F2 | 23   | +20,199   | 19º     | 7     |
| 10º  | 23 | Marcel Schrötter      | Liqui Moly Intact GP     | Kalex        | 23   | +20,262   | 10º     | 6     |
| 11º  | 45 | Tetsuta Nagashima     | Red Bull KTM Ajo         | Kalex        | 23   | +20,447   | 15º     | 5     |
| 12º  | 11 | Nicolò Bulega         | Federal Oil Gresini      | Kalex        | 23   | +21,464   | 8º      | 4     |
| 13º  | 37 | Augusto Fernández     | EG 0,0 Marc VDS          | Kalex        | 23   | +24,804   | 23º     | 3     |
| 14º  | 87 | Remy Gardner          | Onexox TKKR SAG          | Kalex        | 23   | +26,370   | 14º     | 2     |
| 15º  | 42 | Marcos Ramírez        | Tennor American Racing   | Kalex        | 23   | +27,018   | 18º     | 1     |
| 16º  | 57 | Edgar Pons            | Federal Oil Gresini      | Kalex        | 23   | +27,126   | 13º     |       |
| 17º  | 16 | Joe Roberts           | Tennor American Racing   | Kalex        | 23   | +30,228   | 26º     |       |
| 18º  | 21 | Fabio Di Giannantonio | Beta Tools Speed Up      | Speed Up     | 23   | +30,895   | 11º     |       |
| 19º  | 64 | Bo Bendsneyder        | NTS RW Racing GP         | NTS          | 23   | +41,678   | 24º     |       |
| 20º  | 27 | Andi Farid Izdihar    | Idemitsu Honda Team Asia | Kalex        | 23   | +41,793   | 28º     |       |

### Ritirati
| Nº | Pilota                      | Squadra                  | Motocicletta | Giri | Griglia |
| -- | --------------------------- | ------------------------ | ------------ | ---- | ------- |
| 7  | Lorenzo Baldassarri         | Flexbox HP 40            | Kalex        | 20   | 16º     |
| 24 | Simone Corsi                | MV Agusta Forward Racing | MV Agusta F2 | 19   | 17º     |
| 55 | Hafizh Syahrin              | Openbank Aspar           | Speed Up     | 12   | 22º     |
| 9  | Jorge Navarro               | Beta Tools Speed Up      | Speed Up     | 9    | 4º      |
| 35 | Somkiat Chantra             | Idemitsu Honda Team Asia | Kalex        | 5    | 20º     |
| 40 | Héctor Garzó                | Flexbox HP 40            | Kalex        | 4    | 27º     |
| 19 | Lorenzo Dalla Porta         | Italtrans Racing         | Kalex        | 4    | 25º     |
| 99 | Kasma Daniel Bin Kasmayudin | Onexox TKKR SAG          | Kalex        | 3    | 29º     |
| 96 | Jake Dixon                  | Petronas Sprinta Racing  | Kalex        | 2    | 21º     |

## Moto3

### Arrivati al traguardo
| Pos. | Nº | Pilota             | Squadra                       | Motocicletta  | Giri | Tempo     | Griglia | Punti |
| ---- | -- | ------------------ | ----------------------------- | ------------- | ---- | --------- | ------- | ----- |
| 1º   | 24 | Tatsuki Suzuki     | SIC58 Squadra Corse           | Honda NSF250R | 22   | 39'18.861 | 1º      | 25    |
| 2º   | 17 | John McPhee        | Petronas Sprinta Racing       | Honda NSF250R | 22   | +0,064    | 8º      | 20    |
| 3º   | 13 | Celestino Vietti   | SKY Racing Team VR46          | KTM RC 250 GP | 22   | +0,134    | 9º      | 16    |
| 4º   | 40 | Darryn Binder      | CIP Green Power               | KTM RC 250 GP | 22   | +0,628    | 25º     | 13    |
| 5º   | 2  | Gabriel Rodrigo    | Kömmerling Gresini            | Honda NSF250R | 22   | +0,817    | 3º      | 11    |
| 6º   | 25 | Raúl Fernández     | Red Bull KTM Ajo              | KTM RC 250 GP | 22   | +2,742    | 4º      | 10    |
| 7º   | 52 | Jeremy Alcoba      | Kömmerling Gresini            | Honda NSF250R | 22   | +3,315    | 7º      | 9     |
| 8º   | 11 | Sergio García      | Estrella Galicia 0,0          | Honda NSF250R | 22   | +4,853    | 13º     | 8     |
| 9º   | 6  | Ryusei Yamanaka    | Estrella Galicia 0,0          | Honda NSF250R | 22   | +4,887    | 17º     | 7     |
| 10º  | 14 | Tony Arbolino      | Rivacold Snipers              | Honda NSF250R | 22   | +4,988    | 5º      | 6     |
| 11º  | 27 | Kaito Toba         | Red Bull KTM Ajo              | KTM RC 250 GP | 22   | +5,301    | 12º     | 5     |
| 12º  | 55 | Romano Fenati      | Sterilgarda Max Racing Team   | Husqvarna     | 22   | +5,603    | 21º     | 4     |
| 13º  | 99 | Carlos Tatay       | Reale Avintia                 | KTM RC 250 GP | 22   | +6,783    | 11º     | 3     |
| 14º  | 82 | Stefano Nepa       | Solunion Aspar                | KTM RC 250 GP | 22   | +7,729    | 22º     | 2     |
| 15º  | 23 | Niccolò Antonelli  | SIC58 Squadra Corse           | Honda NSF250R | 22   | +7,776    | 20º     | 1     |
| 16º  | 92 | Yuki Kunii         | Honda Team Asia               | Honda NSF250R | 22   | +17,641   | 19º     |       |
| 17º  | 70 | Barry Baltus       | CarXpert PrüstelGP            | KTM RC 250 GP | 22   | +17,416   | 29º     |       |
| 18º  | 73 | Maximilian Kofler  | CIP Green Power               | KTM RC 250 GP | 22   | +20,821   | 24º     |       |
| 19º  | 50 | Jason Dupasquier   | CarXpert PrüstelGP            | KTM RC 250 GP | 22   | +20,833   | 28º     |       |
| 20º  | 89 | Khairul Idham Pawi | Petronas Sprinta Racing       | Honda NSF250R | 22   | +22,445   | 26º     |       |
| 21º  | 54 | Riccardo Rossi     | BOE Skull Rider Facile Energy | KTM RC 250 GP | 22   | +22,500   | 27º     |       |
| 22º  | 16 | Andrea Migno       | SKY Racing Team VR46          | KTM RC 250 GP | 22   | +34,688   | 18º     |       |

### Ritirati
| Nº | Pilota         | Squadra                       | Motocicletta  | Giri | Griglia |
| -- | -------------- | ----------------------------- | ------------- | ---- | ------- |
| 9  | Davide Pizzoli | BOE Skull Rider Facile Energy | KTM RC 250 GP | 20   | 30º     |
| 7  | Dennis Foggia  | Leopard Racing                | Honda NSF250R | 19   | 23º     |
| 53 | Deniz Öncü     | Red Bull KTM Tech 3           | KTM RC 250 GP | 18   | 14º     |
| 71 | Ayumu Sasaki   | Red Bull KTM Tech 3           | KTM RC 250 GP | 16   | 16º     |
| 5  | Jaume Masiá    | Leopard Racing                | Honda NSF250R | 15   | 10º     |
| 75 | Albert Arenas  | Solunion Aspar                | KTM RC 250 GP | 14   | 6º      |
| 79 | Ai Ogura       | Honda Team Asia               | Honda NSF250R | 14   | 2º      |
| 12 | Filip Salač    | Rivacold Snipers              | Honda NSF250R | 8    | 15º     |

## MotoE
Tutti i piloti sono dotati dello stesso tipo di motocicletta, fornita dalla Energica Motor Company.

### Arrivati al traguardo
| Pos. | Nº | Pilota             | Squadra                    | Giri | Tempo     | Griglia | Punti |
| ---- | -- | ------------------ | -------------------------- | ---- | --------- | ------- | ----- |
| 1º   | 77 | Dominique Aegerter | Dynavolt Intact GP         | 6    | 10'54.366 | 1º      | 25    |
| 2º   | 40 | Jordi Torres       | Pons Racing 40             | 6    | +2,688    | 5º      | 20    |
| 3º   | 27 | Mattia Casadei     | Ongetta SIC58 Squadracorse | 6    | +3,759    | 8º      | 16    |
| 4º   | 15 | Alex De Angelis    | Octo Pramac                | 6    | +4,484    | 7º      | 13    |
| 5º   | 7  | Niccolò Canepa     | LCR E-Team                 | 6    | +4,537    | 9º      | 11    |
| 6º   | 35 | Lukas Tulovic      | Tech 3 E-Racing            | 6    | +5,980    | 3º      | 10    |
| 7º   | 63 | Mike Di Meglio     | EG 0,0 Marc VDS            | 6    | +6,133    | 13º     | 9     |
| 8º   | 16 | Joshua Hook        | Octo Pramac                | 6    | +6,513    | 10º     | 8     |
| 9º   | 10 | Xavier Siméon      | LCR E-Team                 | 6    | +8,695    | 12º     | 7     |
| 10º  | 18 | Xavier Cardelús    | Avintia Esponsorama Racing | 6    | +10,583   | 11º     | 6     |
| 11º  | 6  | María Herrera      | Openbank Aspar             | 6    | +13,594   | 16º     | 5     |
| 12º  | 84 | Jakub Kornfeil     | WithU Motorsport           | 6    | +13,641   | 15º     | 4     |
| 13º  | 51 | Eric Granado       | Avintia Esponsorama Racing | 6    | +1'37.947 | 4º      | 3     |

### Ritirati
| Nº | Pilota             | Squadra          | Giri | Griglia |
| -- | ------------------ | ---------------- | ---- | ------- |
| 11 | Matteo Ferrari     | Trentino Gresini | 4    | 2º      |
| 55 | Alejandro Medina   | Openbank Aspar   | 3    | 6º      |
| 61 | Alessandro Zaccone | Trentino Gresini | 0    | 14º     |
| 70 | Tommaso Marcon     | Tech 3 E-Racing  | 0    | 17º     |